# 안테이아
안테이아(Antheia)는 그리스 신화에 나오는 프로이토스의 아내이다. 아버지를 죽음으로 몰고 간 사건으로 조국을 떠나 온 벨레로폰에게 시련을 안겨준 여인이다. 벨레로폰을 본 그녀는 그에 대한 욕정을 갖게 되었다. 그러나 그는 안테이아의 유혹을 뿌리쳤다. 화가 난 안테이아는 남편인 프로이토스에게 벨레로폰이 자신을 겁탈하려 했으니 그를 죽이지 않으려면 자신을 죽이라고 말했다. 프로이토스는 그 말에 속아 격분했지만 찾아 온 손님을 죽일 수 없어 그를 장인인 이오바테스가 통치하는 리키아로 보냈다. 벨레로폰은 리키아의 왕 이오바테스에 의해 여러 차례 목숨을 건 모험을 하게 되었다. 그러나 벨레로폰이 모든 시련을 극복하자 이오바테스는 그를 신임하게 되어 그의 딸 필로노에와 결혼시켰다.

## 같이 보기
- 클로리스